# Comment peut-on être français ?
Comment peut-on être français ? est le cinquième roman de Chahdortt Djavann, romancière et essayiste française, édité et publié chez Flammarion en 2006.
Le roman narre l’arrivée de Roxane, une Iranienne, en France, au début des années 2000.

## Résumé
Pleine d'espoir, Roxane Khân, fraîchement arrivée à Paris désire ardemment maîtriser la langue française et ses subtilités. Commence alors, une joute interne entre le genre des noms dans la langue française et la difficulté pour la protagoniste de s’intégrer dans la société parisienne cristallisant alors le combat laborieux de la condition de la femme iranienne. C’est ainsi que dans la solitude de sa chambre de bonne, en feuilletant les auteurs illustres et canoniques de la langue française, Roxane se confie à l’inventeur des Lettres persanes, puisque « qui saurait mieux l’écouter, mieux la comprendre que Montesquieu ? Ne l’avait-il pas inventée, avant même sa venue au monde ? ». 

## Intertextualité
À travers son parcours initiatique, à la manière d’une Nathalie Sarraute dans son roman Enfance, Roxane, dans l'apprentissage et la maîtrise de la langue française, cite énormément d'auteurs français et persans au fil de ses lectures, afin de se construire, avant et durant sa visite dans la capitale lumineuse :
| Œuvres françaises | Œuvres persanes |
| - Les Misérables - Le Père Goriot - Les Trois Mousquetaires - Notre-Dame de Paris - L'âme enchantée - Les Fleurs du Mal - La Symphonie Pastorale - Les Essais - Les Liaisons Dangereuses - La Princesses de Clèves - Le Rouge et le Noir - A la Recherche du Temps Perdu - Bajazet | - Les Quatrains, Omar Khayyâm - Les Robayyât, Omar Khayyâm - Divan, Hâfez - Les Mille et Une Nuits - Saadi - Firdoussi - Un héros : Nasr Eddin Hodja |

Ces lectures illustrent les déambulations pédestres dans les ruelles de Paris mais aussi les projections fantasmées évoquant la capitale avant son arrivée en France. Roxane fait aussi allusion à Schopenhauer, Hemingway, Hérodote, Héraclite, Shéhérazade, Pascal, La Boétie, Molière, Racine, Corneille, La Fontaine, Valéry, Chateaubriand, Nerval,Voltaire, Mme de Sévigné, Dickens,Verne, Starobinski, Freud, ou bien au mythe de Sisyphe.

## Prolongements
L'héroïne, dans un échange épistolaire fictif, écrit à Montesquieu et procède en même temps à un pastiche de son écriture et de son roman épistolaire, afin de développer ses idées, à l’instar du philosophe dans ses écrits.
Roxane est aussi :
- le nom d'un personnage du roman épistolaire de Montesquieu, Lettres Persanes.
- le nom de la femme d'Alexandre.

## Citations
« C'était si difficile de s'adresser à quelqu'un qui vous avait imaginée bien des siècles avant votre venue au monde, comme s'il vous avait faite ».
« Les angoisses articulaires ne quittaient jamais Roxane. Elle devint obsédée du sexe des mots, comme les fanatiques religieux l’étaient du sexe des femmes ».